# Creoleon cinnamomeus
Creoleon cinnamomeus är en insektsart som först beskrevs av Navás 1913.  Creoleon cinnamomeus ingår i släktet Creoleon och familjen myrlejonsländor. Inga underarter finns listade i Catalogue of Life.